# Розо
Розо́ (фр. Roseau, Kwéyòl: Wozo) — столиця Домініки, а також місто й порт, також відомий як Шарлотт-Таун — займає панівне положення на острові. Місто перебуває на південно-західному березі острова між бухтами Гудвілл та Шарлот, у місці, де річка Розо впадає в Карибське море, і є економічним і торговим центром країни. За даними перепису 2011 року населення столиці становить близько 15 тисяч осіб.

## Опис
Хоча Розо надійно захищено від північно-східних пасатів, в 1979 році місто сильно постраждало від урагану Дейвід. Місто було відновлено, і сьогодні вулиці забудовані маленькими різнобарвними дерев'яними й цегельними будинками. Католицький собор Успіння XVIII століття з масивними кам'яними стінами, що встояли під час урагану, і сьогодні має популярність серед туристів. Тут чимало й інших цікавих пам'яток архітектури, в тому числі англіканська церква Сент-Джордж та будинок єпископа Розо. На жвавому міському ринку продають кошики, лялькі й ремісничі товари, а повітря на вулицях наповнене пахощами бананів й апельсинів.
Ботанічний сад Домініки, заснований 1891 року на околиці міста, відомий у всьому карибському регіоні. Тут можна побачити сотні видів рідкісних рослин, зібраних із прилеглих островів. Одним з наймальовничіших місць на острові є Трафальгарський водоспад недалеко від столиці. За водоспадом простираються незаймані ліси національного парку Морн-Труа-Пітон, заснованого 1975 року. Тут любителі походів насолоджуються первісною природою й мальовничими озерами. На території парку водяться птахи, кажани, ігуани, удави, агуті, опосуми та інші представники фауни Домініки. З 1997 року національний парк входить до списку Світової спадщини ЮНЕСКО,

## Економіка
Економіка Розо засновується на торгівлі сільськогосподарською продукцією, вирощуваною на родючих землях прилеглого регіону. Звідси експортуються банани, цитрусові, кокоси та спеції. Значний внесок в економіку міста вносить туризм. Біля столиці розташований аеропорт Кейнфілд.

## Спортивні споруди та інфраструктура
Навколо міста є спеціальні спортивні споруди. Приватні тенісні корти знаходяться на Хай-стріт; нетбольні і баскетбольні майданчики є в великих середніх школах. Спеціальний стадіон для нетболу і баскетболу знаходиться в Стокфармі, біля Державного коледжу Домініки.
У 2007 році було завершено будівництво стадіону Віндзор-парк, який є домашньою ареною національної футбольної команди Домініки. Закінчення будівництва стало можливим завдяки фінансовій допомозі в розмірі 33 млн. східнокарибських доларів від уряду Китайської Народної Республіки.
В інших місцях нерідко можна побачити, що ділянка вулиці, тротуару або пляжу пристосована для імпровізованих ігор в крикет або футбол.
Популярні види спорту включають в себе нетбол, баскетбол, раундерз і (в набагато меншому ступені) теніс.

## Клімат
Розо має тропічний клімат вологих лісів (Af за класифікацією Кеппена). Температура повітря відносно постійна протягом всього року, середні високі температури, як правило, в діапазоні між 28 і 31° C, а середні низькі температури — між 19 і 23° C. Дощі йдуть протягом усього року, в середньому близько 2500 мм на рік. З лютого по квітень в Розо спостерігається більш суха погода, хоча середня кількість опадів в кожен з цих місяців не менше 100 мм.
| Клімат Розо                       | Клімат Розо | Клімат Розо | Клімат Розо | Клімат Розо | Клімат Розо | Клімат Розо | Клімат Розо | Клімат Розо | Клімат Розо | Клімат Розо | Клімат Розо | Клімат Розо | Клімат Розо |
| Показник                          | Січ.        | Лют.        | Бер.        | Квіт.       | Трав.       | Черв.       | Лип.        | Серп.       | Вер.        | Жовт.       | Лист.       | Груд.       | Рік         |
| Абсолютний максимум, °C           | 33          | 34          | 36          | 36          | 36          | 36          | 35          | 35          | 35          | 37          | 35          | 34          | 37          |
| Середній максимум, °C             | 28,0        | 28,0        | 28,4        | 29,1        | 29,6        | 30,1        | 30,2        | 30,5        | 30,4        | 29,0        | 29,6        | 28,6        | 29,3        |
| Середня температура, °C           | 24,9        | 24,8        | 25,1        | 25,8        | 26,6        | 27,3        | 27,4        | 27,4        | 27,1        | 26,1        | 26,2        | 25,4        | 26,2        |
| Середній мінімум, °C              | 22,8        | 22,8        | 23,8        | 23,5        | 24,7        | 24,5        | 26,6        | 26,3        | 25,8        | 24,2        | 23,8        | 22,2        | 24,25       |
| Абсолютний мінімум, °C            | 16          | 17          | 17          | 18          | 19          | 20          | 21          | 21          | 20          | 18          | 18          | 17          | 16          |
| Норма опадів, мм                  | 159         | 107         | 135         | 122         | 220         | 162         | 181         | 243         | 298         | 334         | 374         | 240         | 2575        |
| Вологість повітря, %              | 71          | 68          | 65          | 64          | 64          | 67          | 72          | 73          | 71          | 73          | 74          | 72          | 70          |
| --------------------------------- | ----------- | ----------- | ----------- | ----------- | ----------- | ----------- | ----------- | ----------- | ----------- | ----------- | ----------- | ----------- | ----------- |
| Джерело: NOAABBC Weather - Roseau |             |             |             |             |             |             |             |             |             |             |             |             |             |

## Галерея

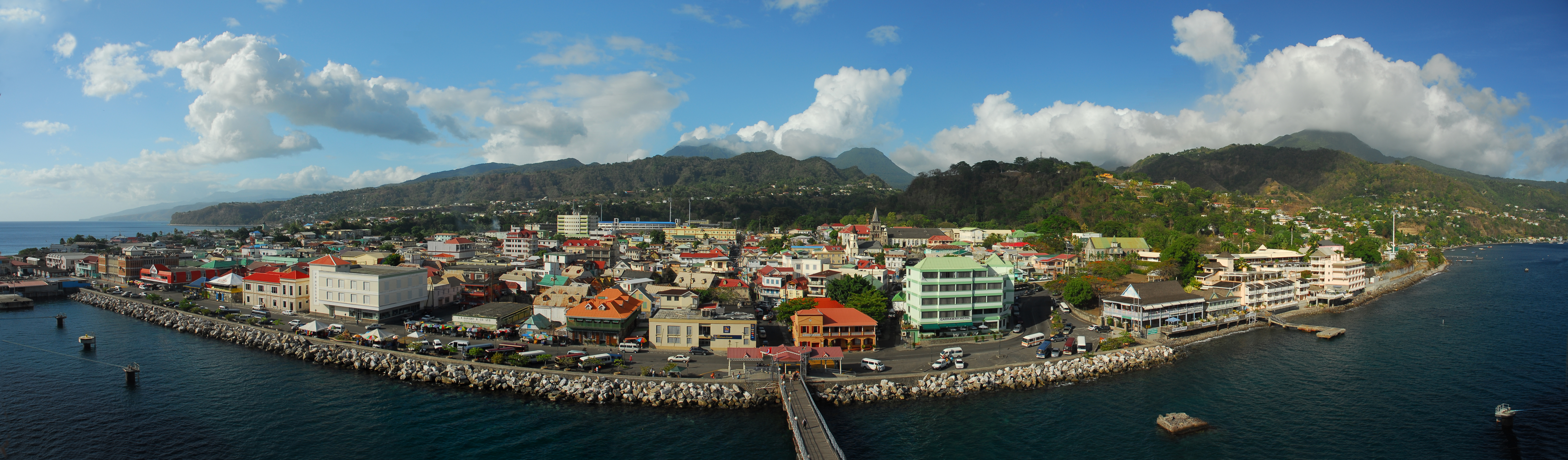
Панорама Розо з круїзного судна

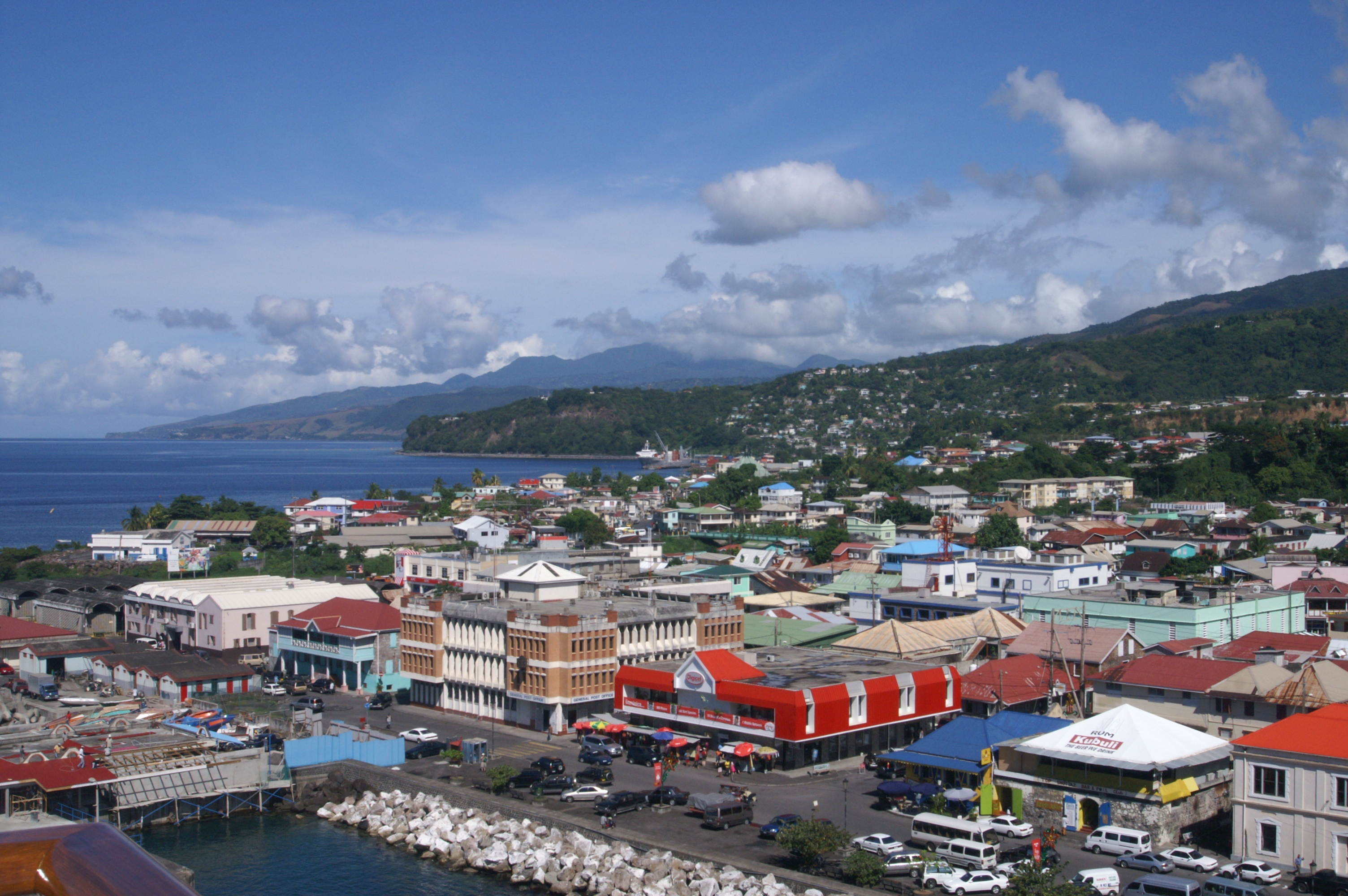
Розо
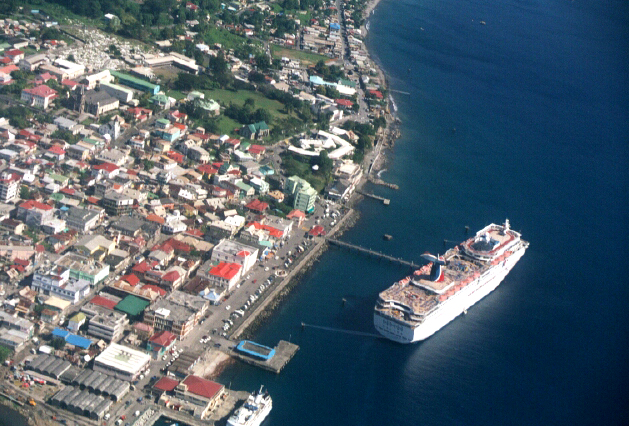
Вид Розо з повітря
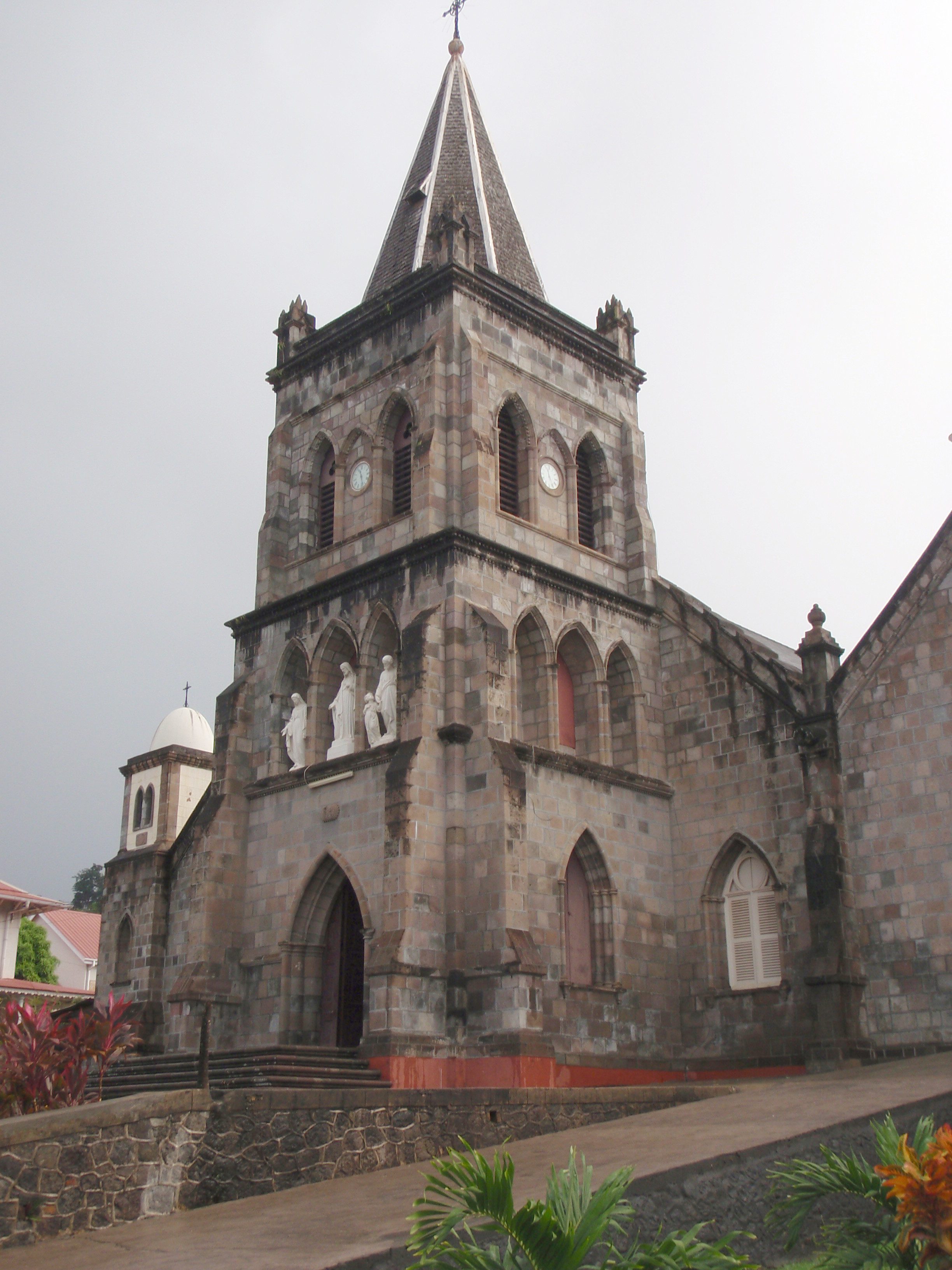
Католицький собор
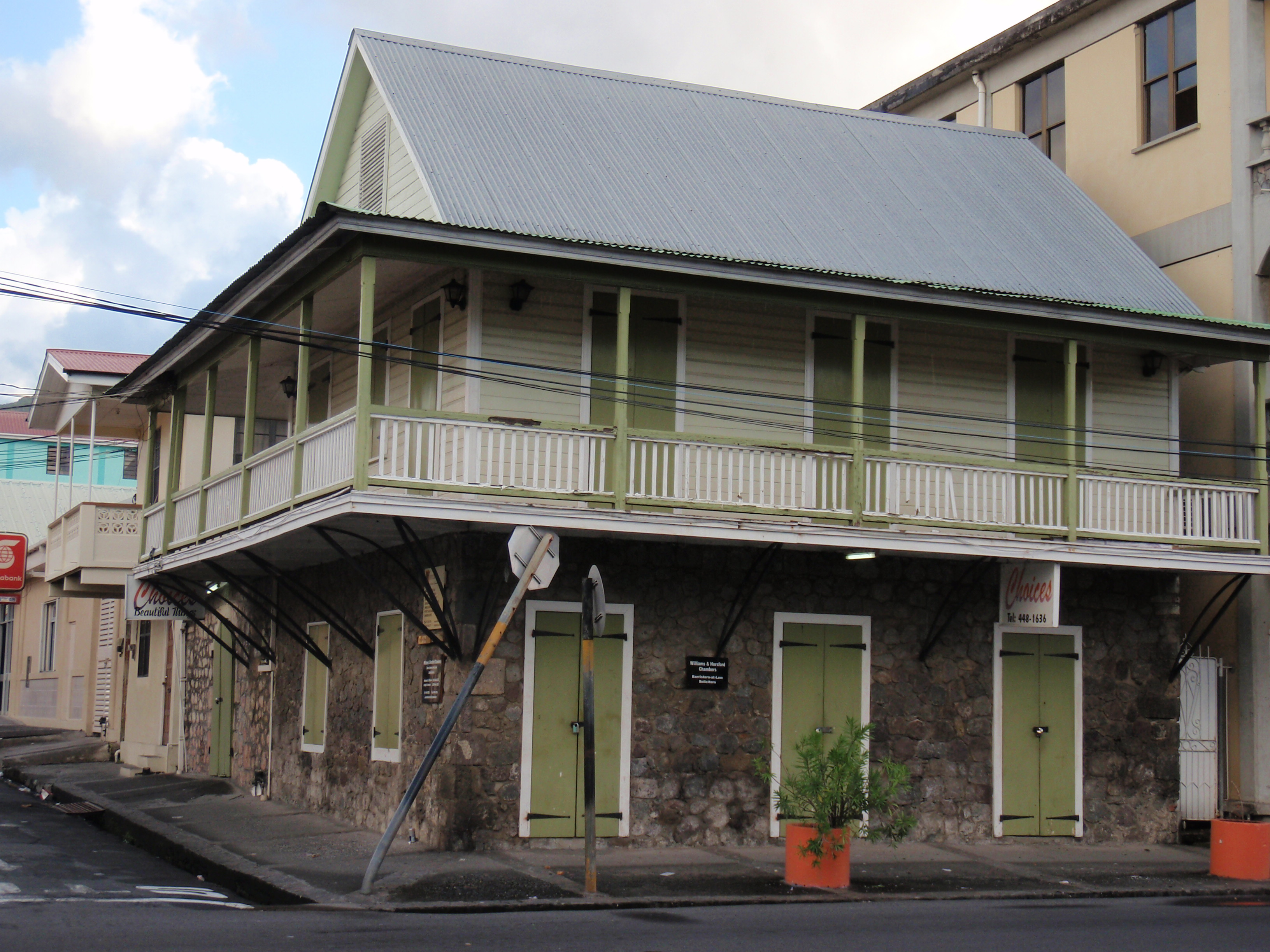
Французький квартал
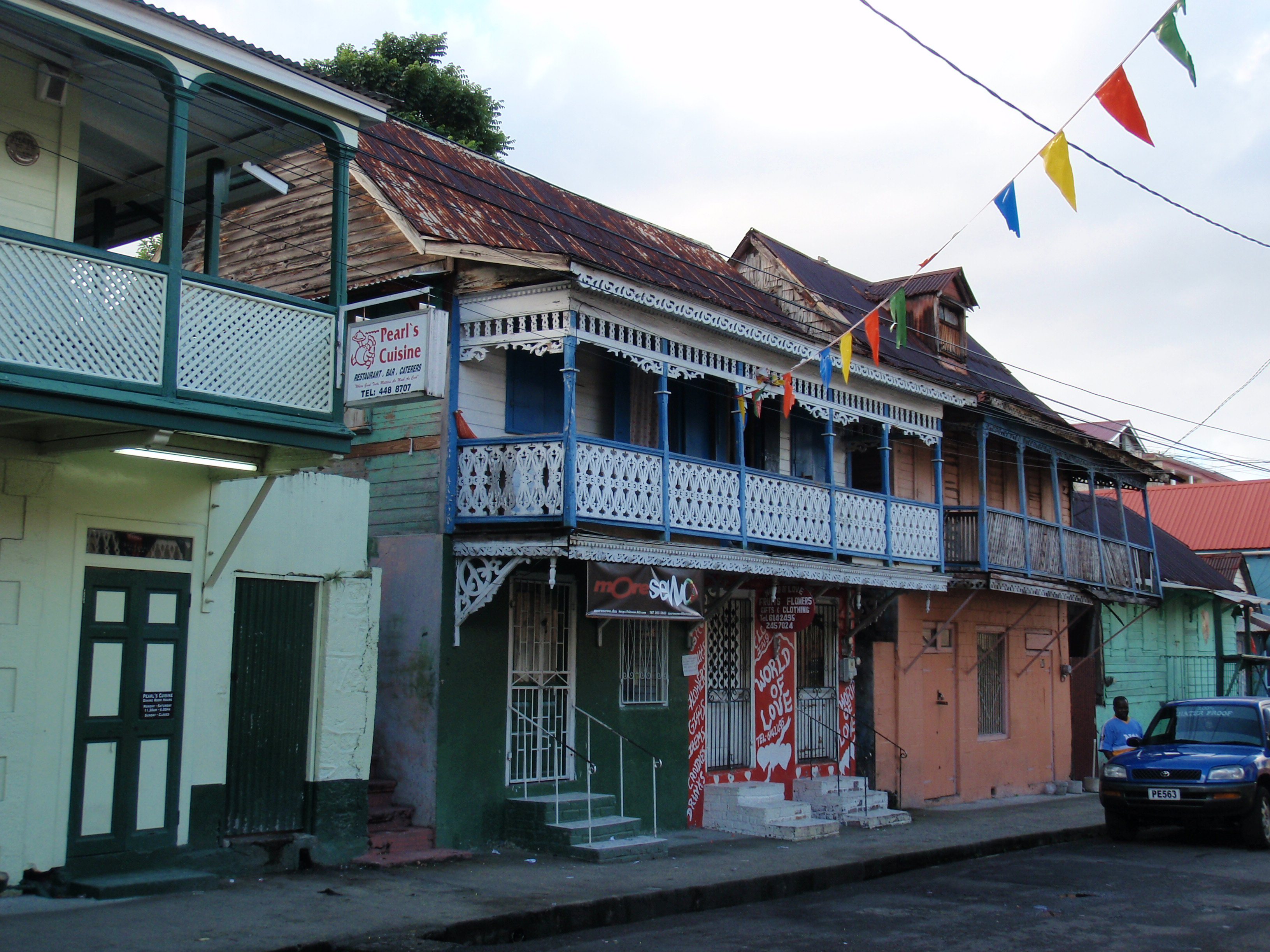
Ранок у Розо
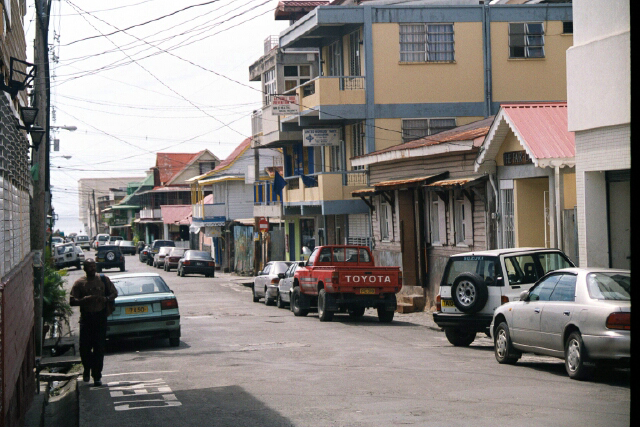
Вулиця у Розо
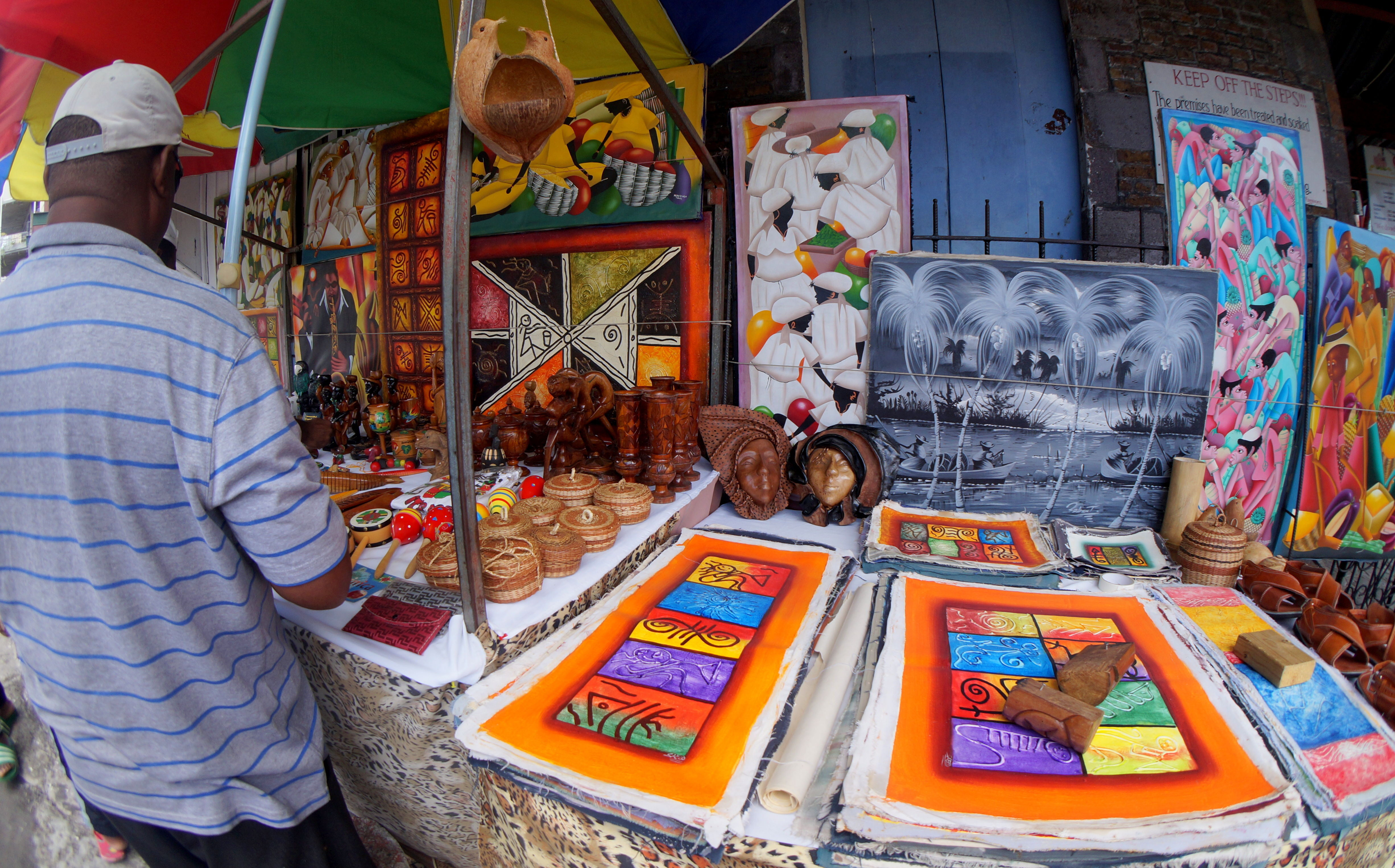
Вулична торгівля в центрі міста
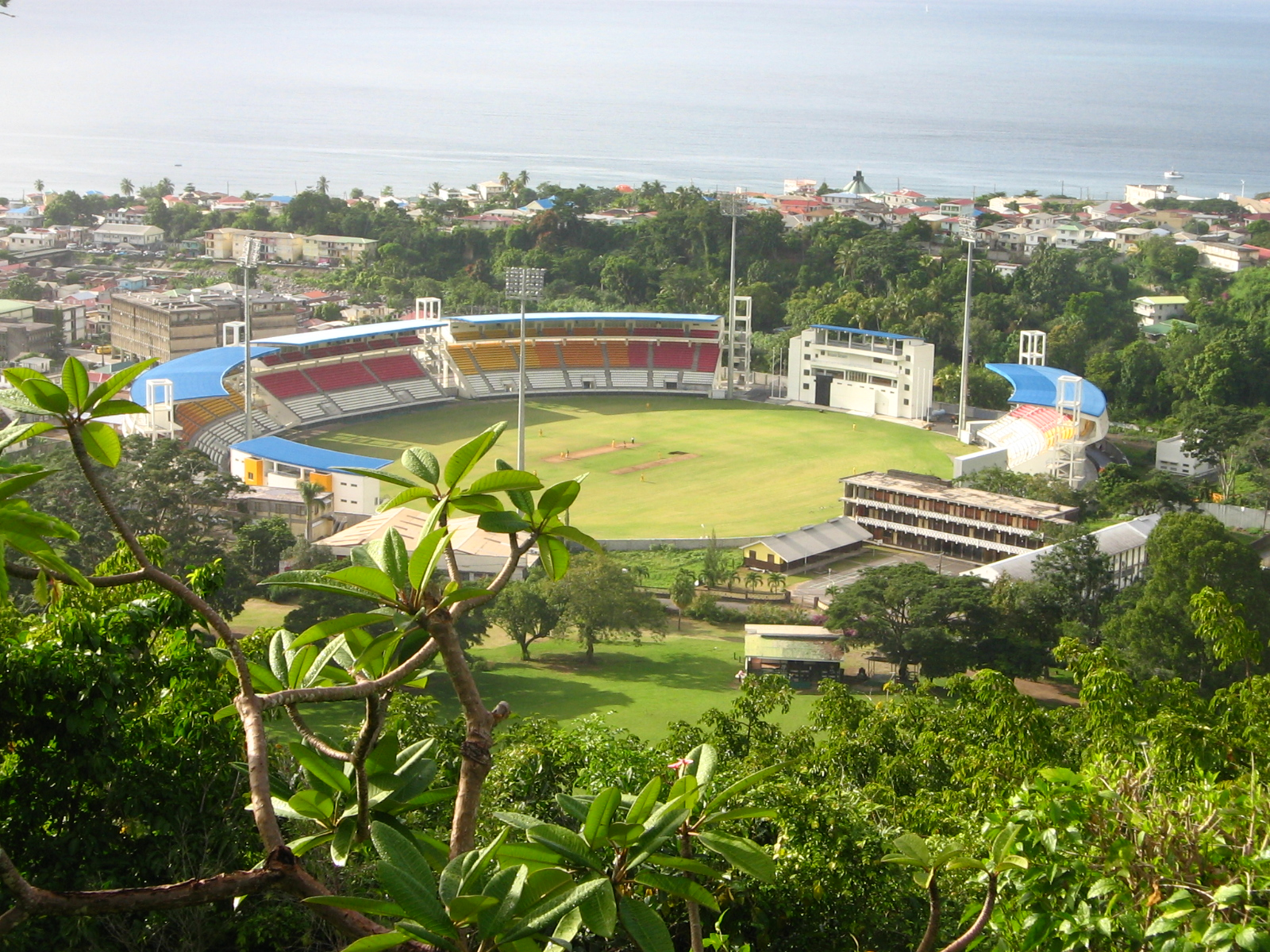
Стадіон «Віндзор-Парк»

## Відомі люди
- Генрі Вілкоксон (1905—1984) — британський актор.